# Ama calma (singolo)
Ama calma è un singolo del cantautore italiano Tony Maiello, pubblicato l'8 maggio 2009 dall'etichetta discografica Non ho l'età.
È stato inserito nell'EP di debutto del cantante, l'omonimo Ama calma, pubblicato contemporaneamente al singolo. Il brano viene inserito anche nella compilation Estahits '09.

## Tracce
1. Ama calma – 2:54 (Tony Maiello, Fabrizio Ferraguzzo, Roberto Cardelli)